# 뉴욕 주립 박물관

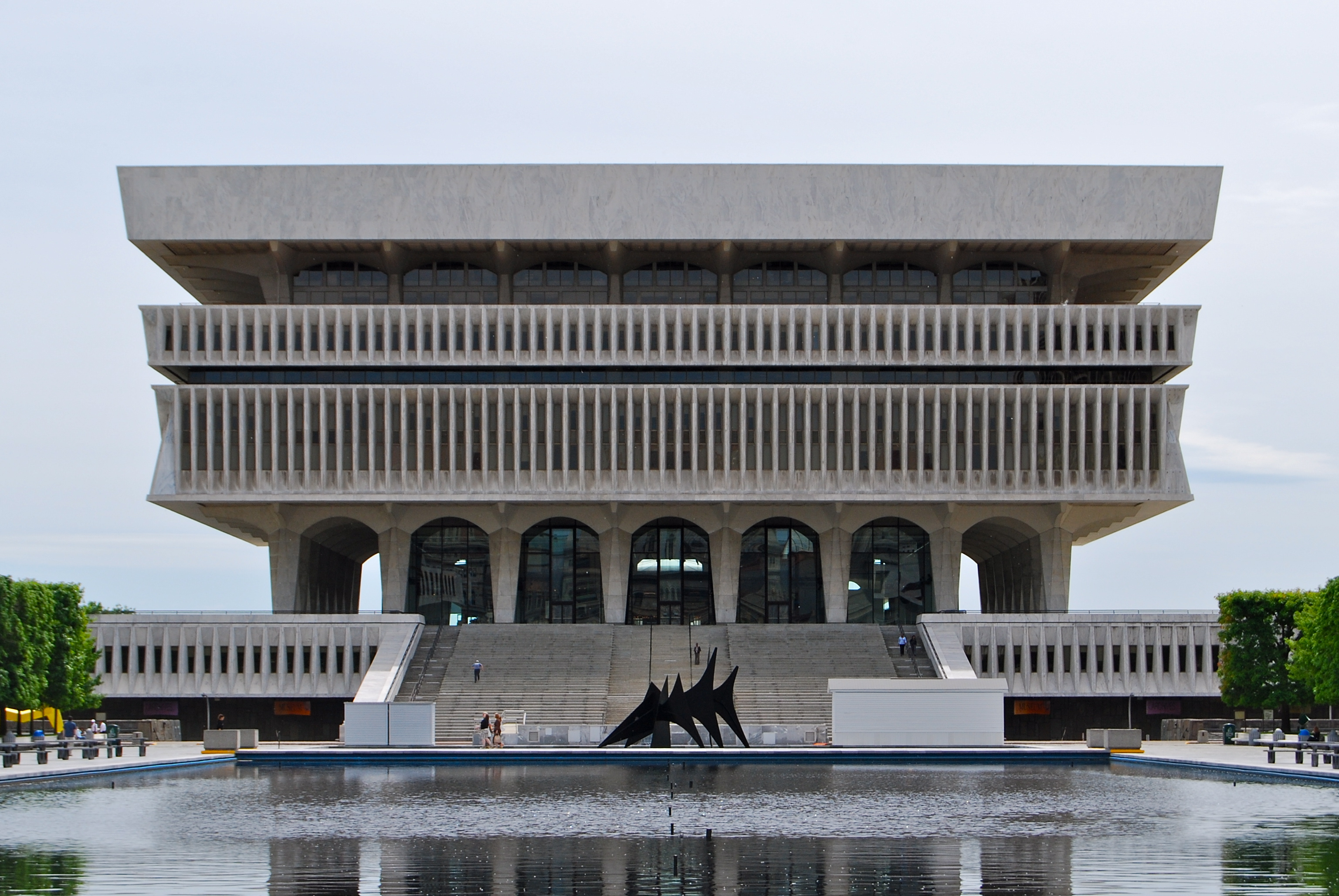
뉴욕 주립 박물관

뉴욕 주립 박물관(뉴욕州立博物館, 영어: New York State Museum)은 뉴욕주 올버니 다운타운에 위치한 박물관으로, 1836년 개관하였다. 1976년 현재 위치한 문화 교육 센터 건물로 뉴욕 주립 도서관, 뉴욕 주립 기록관과 함께 확장 이전하였다.